# Gulliver
Gulliver (ukrajinsky Гулівер, nebo Багатофункціональний комплекс «Gulliver»), možno též SEC Gulliver, MFC Gulliver (rusky МФК Gulliver), BFC Gulliver (rusky БФК Gulliver) nebo Esplanade, prvoplánově Continental, je mrakodrap a multifunkční komplex v Kyjevě na Ukrajině. Nachází se v samém centru města, v Pečerském rajónu, nedaleko stanice metra. Výstavba proběhla v letech 2003–2012 a slavnostně otevřen byl v roce 2013. Trvala poměrně dlouho, protože byl projekt několikrát pozměněn: např. plně prosklená a energeticky úsporná fasáda nahradila původně navrženou z betonu a skla.
Tvoří ho asi 10patrová a další 16patrová budova (značená písmem „B“), nad nimiž stoupá celkem 35patrová věž (značená písmem „A“). Ta se tyčí do výšky 141 metrů (s anténou více než 160 metrů) a jde tak o třetí nejvyšší budovu na Ukrajině, po Jack House a Carnegie Center Tower, a vůbec nejvyšší kancelářskou budovu v zemi (k roku 2022).
Pojmenován je na počest anglického spisovatele Jonathana Swifta a jeho díla Gulliverovy cesty, kde je hlavním hrdinou fiktivní vypravěč, lodní lékař a později kapitán Lemuel Gulliver. Byl to vítězný návrh z probíhající soutěže během výstavby.

## Základní parametry a rozvržení komplexu
Dohromady nabízí podlahovou plochu o výměře 155 000, 158 000 nebo 165 280 m2 a celková pronajímatelná plocha kancelářské části komplexu dosahuje asi 62 500 m2 (nebo možná až 70 000 m2). V základech sahá do hloubky ~14 metrů a nejvyšší podlaží leží ve výšce 129 metrů nad zemí. Typické kancelářské patro má výšku 3,9 metrů, ke stropu 3,6 metrů a od zvýšené podlahy k podhledu 3 metry. Podlahovou plochu pak 1 550 m2, pronajímatelnou 1 450 m2 (ve věži „B“ 1 300 m2, pronajímatelnou 1 170 m2). Zkonstruována jsou pro maximální zatížení 500 kg/m2. K dispozici jsou i dva konferenční sály.
Komplex nabízí podzemní supermarket s rozlohou 8 000–10 000 m2 a v prvních 4 patrech více než 250 luxusních značkových obchodů prodávajících módní oblečení, obuv, šperky a jiné doplňky. Celková prodejní plocha je 29 546 m2. Na dalších 4 podlažích nalezneme restaurace (2 400 m2), bowlingovou dráhu (celkem 24 drah), kino (2 770 m2), dětské hřiště, kosmetické salony, lázně, fitness centrum s posilovnou (1 500 m2) a střešní 25 metrů dlouhý bazén s plaveckými dráhami. Zábavní centrum zabírá celkem plochu 24 696 m2. Při sportu si klienti mohou vychutnat panoramatický výhled na Kyjev.

K dispozici je také tříúrovňové kryté parkoviště s kapacitou 450–600 automobilů (dohromady 27 905 m2) a přilehlé venkovní parkoviště pro asi 150 vozů. Podzemní parkoviště je vybaveno nejmodernějšími technologiemi: hydroizolací, ventilací, detektory úniku plynu, systémem pro odtah kouře a protipožárními sprinklery.

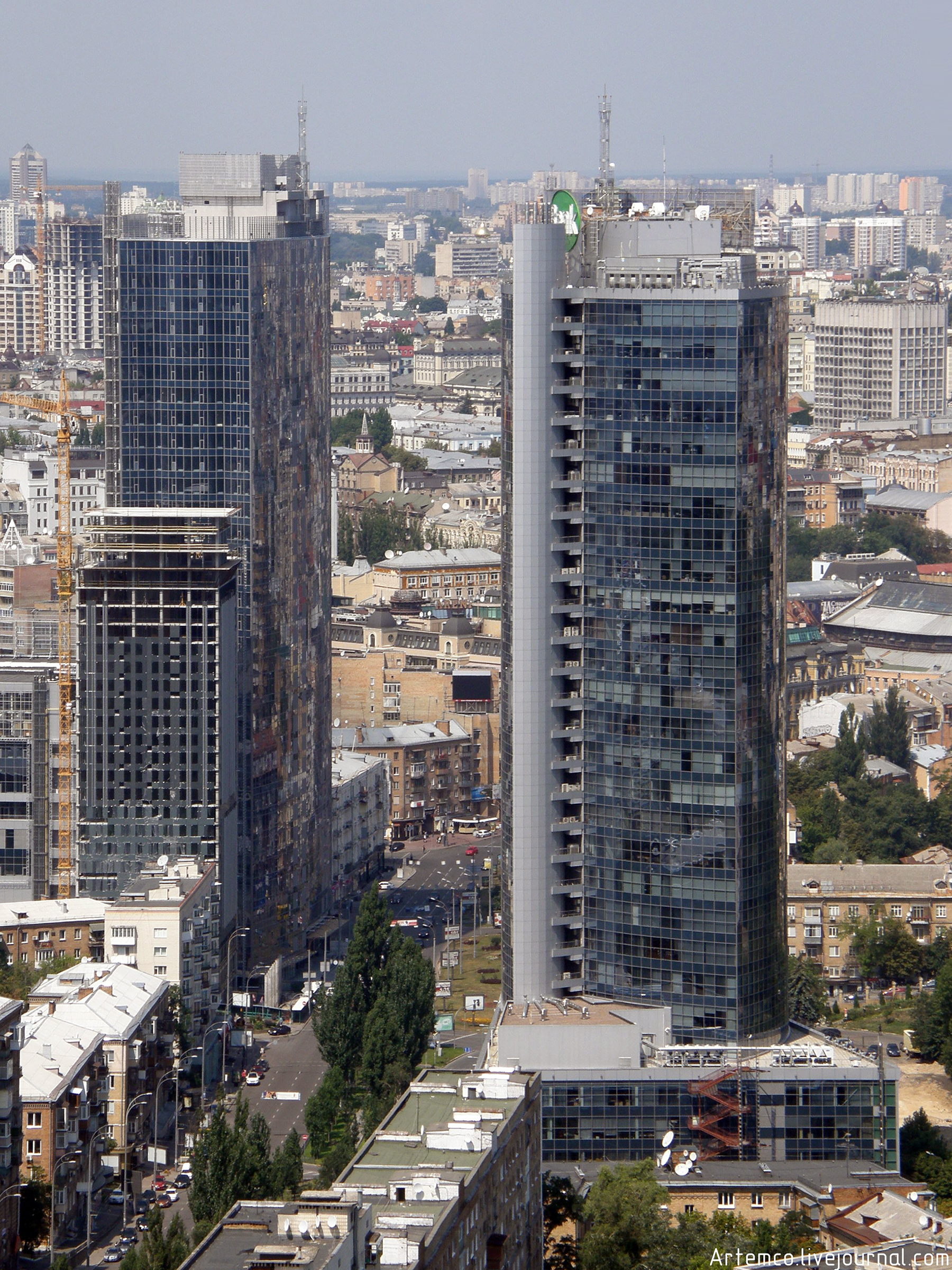
Vlevo Gulliver, vpravo Parus Business Center
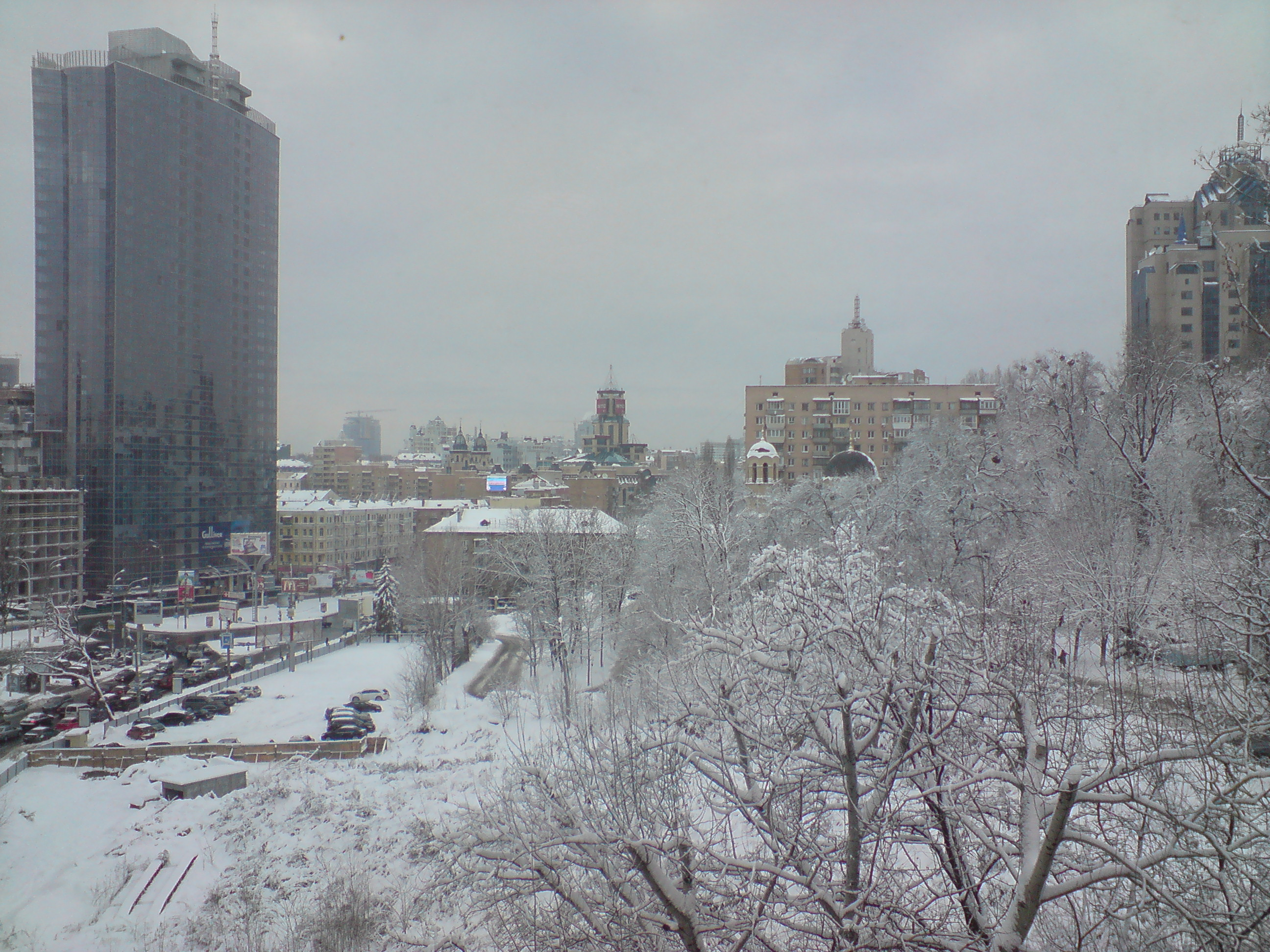
Gulliver vlevo

## Vybavení

### Vertikální přeprava
Patra jsou propojena sofistikovanou sítí výtahů a eskalátorů – dohromady 35 vysokorychlostních výtahů, 16 eskalátorů a 2 šikmé pohyblivé „chodníky“ od německé společnosti ThyssenKrupp. Výtahy jezdí rychlostí 4 m/s (14,4 km/h) a mají nosnost 1 000 kg. V nákupním a zábavním centru je celkem 22 výtahů, z nichž 4 jsou panoramatické a 7 jich zajišťuje přepravu z parkoviště. V kancelářské věži se nachází zbylých 13 výtahů, z nichž 2 zajišťují přepravu z parkoviště do 10. patra.

### Napájení
Nepřetržité napájení nákupního a kancelářského komplexu zajišťuje vlastní napájecí zdroj první kategorie s automatickou redundancí o výkonu 40 W/m2, 10 nezávislých transformátorů o výkonu 1600 kW a dva nouzové dieselové generátory o celkovém výkonu 1,7 MW.

### Topný systém
Vlastní topný systém je už mezinárodním standardem. Poskytuje nezávislost na dálkovém vytápění a zaručuje pohodlnou teplotu v kterémkoli ročním období. Autonomní topný systém komplexu Gulliver zahrnuje tři plynové kotle Viessmann Vitomax 200, jejichž celkový tepelný výkon je 15,9 MW.

### Telekomunikace
Komplex Gulliver byl vybaven nejmodernějšími telekomunikačními prostředky. K dispozici jsou zde optické komunikační linky, všechny typy telekomunikačních služeb, nebo vysokorychlostní internet a kabelová televize.

### Bezpečnostní systémy

#### Protipožární ochrana
Proti požáru je na každém podlaží včetně podzemního parkoviště vybaven hasicím systémem v podobě sprinklerů od polské firmy Mercor, nebo požárním poplachovým systémem od nizozemské společnosti Siron.

#### Fyzická ochrana
V komplexu je centralizovaný bezpečnostní systém, který zajišťuje nepřetržitou fyzickou ochranu uvnitř i v okolí budov. Po jejich obvodu jsou instalovány bezpečnostní kamery, stejně jako v hlavní hale, ve výtazích, ve společných prostorách a na parkovištích (povrchovém i podzemním). V lobby jsou též detektory kovů.

## Památník
Na území nákupního centra byl realizován projekt Náměstí hvězd (ukrajinsky Площа зірок), který má za cíl popularizovat v zemi ukrajinskou kulturu. Na improvizovaném náměstí jsou instalovány pamětní cedule o velikosti 30 x 60 cm, které jsou uděleny slavným osobnostem z divadelní, filmové a hudební scény, nebo významným sportovcům. Trochu na způsob hollywoodského chodníku slávy.